# Adelchi Serena
Adelchi Serena, italijanski general, * 27. december 1895, † 29. januar 1970.